# Fredrik Lovén (militär)
Lars Thomas Fredrik Lovén, född den 21 november 1875 i Stockholm, död där den 3 september 1957, var en svensk militär.
Lovén blev underlöjtnant vid Andra livgrenadjärregementet 1896 och löjtnant där 1901. Han var generalstabsoffícer 1907–1915 och 1917–1919 samt därjämte byrådirektör vid Kungliga järnvägsstyrelsens militärbyrå 1911–1914 och stabschef vid II. arméfördelningen 1917–1919. Lovén befordrades till kapten 1909 och major 1916. Han var major vid Upplands infanteriregemente 1919–1923 och därjämte militärattaché vid beskickningen i Warszawa 1920–1923 och i Bukarest 1922–1923. Lovén blev överstelöjtnant i armén 1921 och vid Jönköpings regemente 1923. Han blev överste och chef för regementet 1926 och var chef för det sammanslagna Jönköpings-Kalmar regemente 1928–1935. Lovén var ledamot av krigshovrätten 1937–1943. Han blev riddare av Svärdsorden 1917 och av Vasaorden 1922, kommendör av andra klassen av Svärdsorden 1929 och av första klassen 1932.
Fredrik Lovén var son till generalmajor Fritz Lovén och grevinnan Louise von Rosen. Han gifte sig 1915 med friherrinnan Elisabeth af Ugglas, dotter till kammarherren greve Samuel af Ugglas och grevinnan Eva von Hermansson. Makarna Lovén vilar i hans familjegrav på Gamla griftegården i Linköping.